# Cirque Peak, Antarktis
Cirque Peak är en bergstopp i Antarktis. Den ligger i Östantarktis. Nya Zeeland gör anspråk på området. Toppen på Cirque Peak är 3 048 meter över havet.
Terrängen runt Cirque Peak är platt åt sydväst, men åt nordost är den kuperad. Cirque Peak är den högsta punkten i trakten. Trakten är obefolkad. Det finns inga samhällen i närheten. 